# Jola (člun)

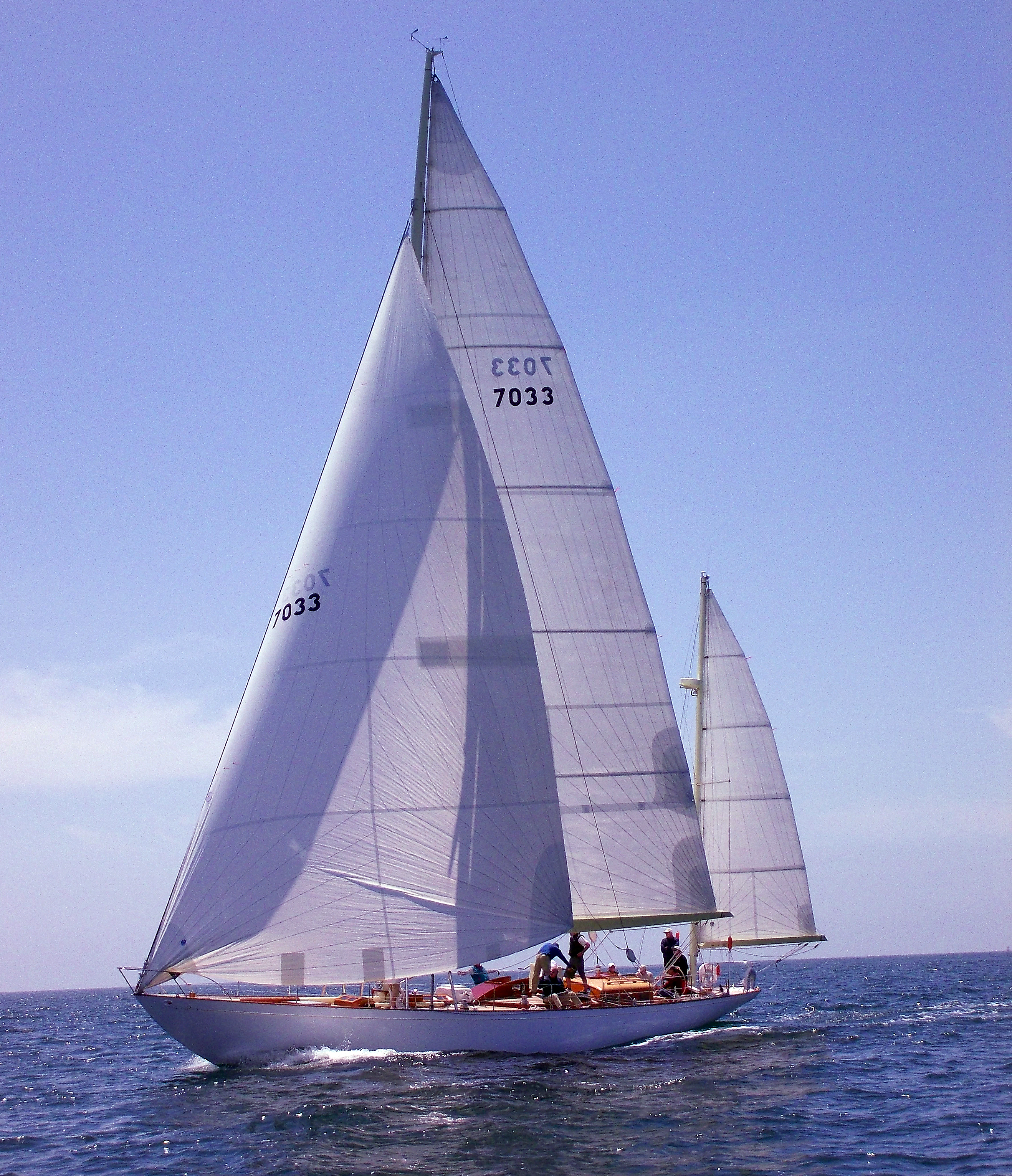
Jola s plachtou

Jola je obecné označení pro malý člun poháněný vesly nebo plachtou. Toto plavidlo se nejčastěji využívalo jako záchranný, výzvědný nebo transportní člun na malé vzdálenosti a bylo součástí větších lodí, jako například galeon.  Název plavidla vychází z norského slova kjoll, což znamená člun.